# Подсечка (борьба)
Подсечка — бросок в спортивной борьбе, заключающийся в резком подбиве ноги (ног) соперника, в большинстве случаев, внутренней подошвенной частью стопы. В результате подсечки соперник или мгновенно теряет опору на ногу, или, будучи уже выведенным из равновесия, теряет возможность опереться на подсекаемую ногу.
Подсечки проводятся как под разноимённую, так и под одноимённую ногу соперника (например левой ногой подсекается правая нога противника или левой ногой подсекается левая нога противника). Иногда подсечкой сбиваются обе ноги соперника, но это является результатом амплитудного и сильного приёма, так или иначе первоначально проводимого под одну ногу. Подсечки могут применяться как самостоятельный приём, как составная часть комбинации приёмов и как контрприём. После проведения приёма атакующий может остаться в стойке или, что реже, провести приём с падением (если правила того или иного вида борьбы допускают проведение приёма с падением). Практически всегда подсечке предшествует предварительное выведение соперника из равновесия, с тем, чтобы в результате подбива ноги соперник потерял опору на ногу.
В большинстве случаев подсечки не проводятся под опорную ногу. При правильном выполнении приёма (исключая некоторые разновидности) подсекается нога на которую приходится меньше веса соперника и как можно дальше от общего центра тяжести атакуемого. Это происходит в момент передвижения атакуемого, когда вес переносится с одной ноги на другую. Тем не менее, в некоторых источниках встречаются понятие опорной подсечки и чистой подсечки, при этом первая нередко является запоздавшей в исполнении чистой подсечкой
Наиболее благоприятными положениями соперника для проведения подсечек являются движение противника с переносом центра тяжести на одну ногу, скрещивание ног противником, стойка противника на прямых ногах. Подготовкой к проведению подсечки могут служить выведение из равновесия противника путём скручивания, сбивания, рывка и передвижение вместе с противником. К распространённым способам защиты от подсечек относятся выведение из равновесия противника в сторону сбивающей ноги, правильное перемещение по ковру и контрприёмы в виде ответной подсечки или захвата ноги (если это допускается правилами)

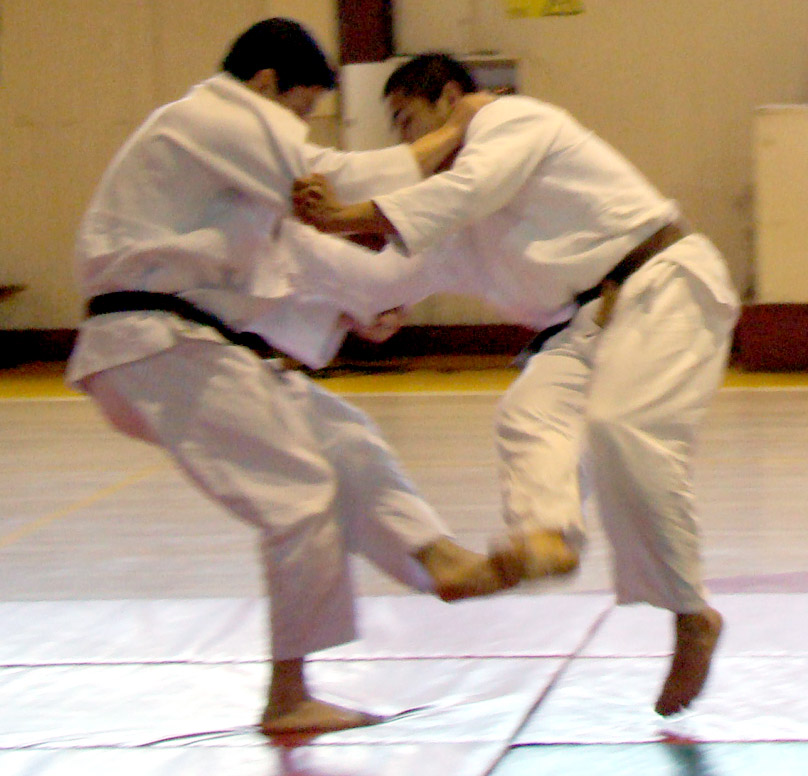
Боковая подсечка в дзюдо

По мнению Давида Рудмана

Владея приемами боковая и передняя подсечка, можно бросить на ковёр практически любого противника.— http://finiflash.narod.ru/04/podsechki.htm

## Общие разновидности подсечек
- Боковая подсечка. Атакующий подбивает разноимённую ногу противника в наружную боковую часть голени или стопы. Разновидностью боковой подсечки является подсечка в темп шагов, когда борец, используя передвижение противника влево или вправо, подбивает ногу соответственно направлению её перемещения[3].

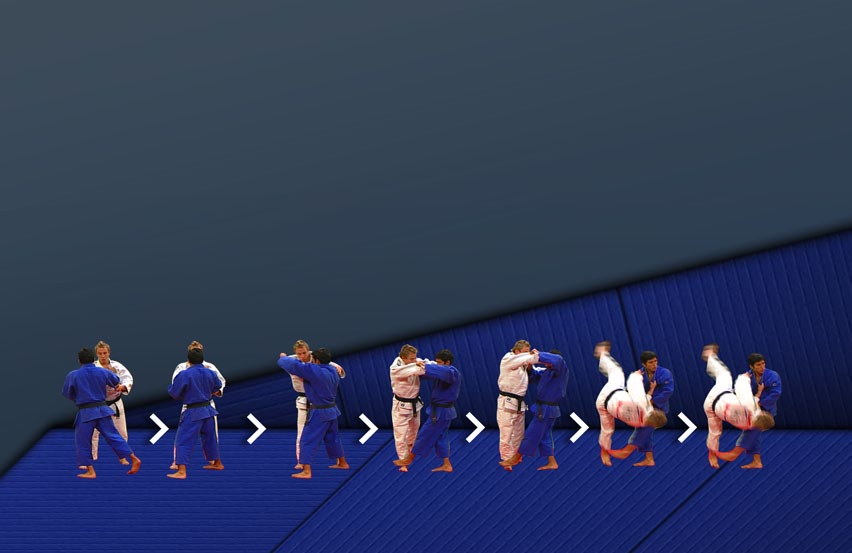
Передняя подсечка в дзюдо

- Передняя подсечка Атакующий подбивает разноимённую ногу противника в переднюю часть голени в направлении от себя, выводя противника из равновесия на себя. Разновидностью передней подсечки является подсечка в колено, при которой подбив ноги проводится в районе коленной чашечки или даже в нижней части бедра[3].
- Задняя подсечка Атакующий подбивает разноимённую или реже одноимённую ногу противника в заднюю часть голени снаружи. Такую подсечку следует отличать от зацепа стопой снаружи, который проводится верхней частью стопы[3].

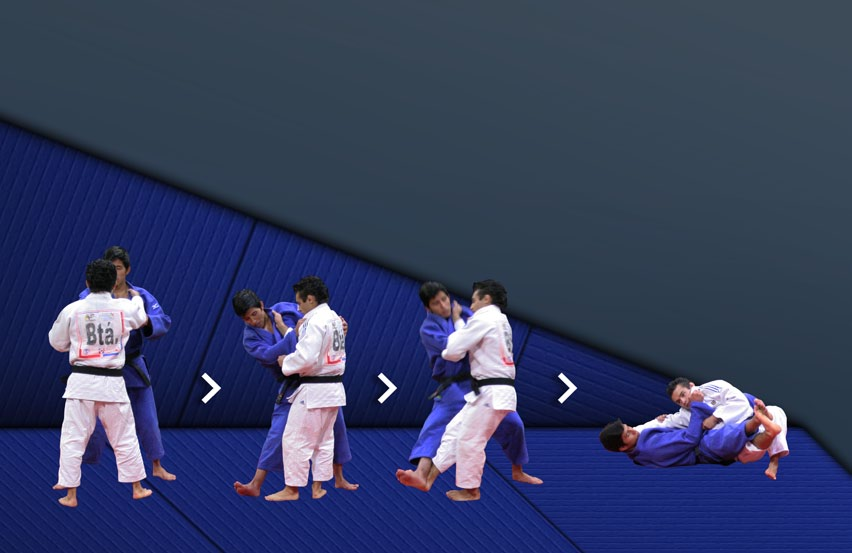
Подсечка изнутри в дзюдо

- Подсечка изнутри Атакующий подбивает одноимённую ногу соперника в заднюю или боковую внутреннюю часть голени или стопы изнутри[3].
- Подсечка под колено. Атакующий подбивает разноимённую или реже одноимённую ногу противника сзади в подколенный сгиб[3].

## Подсечки вдзюдо
В дзюдо подсечки относятся к группе бросков, для которых преимущественно используются ноги. (Аси вадза). Подсечки в дзюдо более детализированы и включают в себя:
- Дэаси Харай, собственно боковую подсечку;
- Харай Цурикоми Аси, собственно переднюю подсечку, под ногу в обычном положении или отставленную ногу;
- Хидза Гурума, подсечку в колено;
- Косото Гари, заднюю подсечку под пятку;
- Коути Гари, подсечку изнутри;
- Окуриаси Харай, подсечку под уходящую ногу, в темп шагов;
- Сасаэ Цурикоми Аси, переднюю подсечку под выставленную вперёд опорную ногу;
- Цубамэ Гаэси, контрприём, боковую подсечку против боковой подсечки.

Из российских мастеров дзюдо лучшим исполнителем подсечки считается Тамерлан Тменов, проигравший в финале Олимпиады в Афинах японцу Кэйдзи Судзуки также подсечкой.
По некоторым сведениям передняя подсечка является одним из излюбленных приёмов мастера спорта по дзюдо и самбо В. В. Путина.

## Подсечки всамбо
В целом, применение подсечек в самбо не отличается от применения их в дзюдо. Однако арсенал подсечек в самбо несколько шире, во-первых за счёт редкого, но применения подсечки под колено, во-вторых, подсечки в самбо часто применяются как часть одного приёма, например передняя подсечка с захватом ноги снаружи, которую по правилам дзюдо действующим с 2010 года невозможно провести, не нарушив их.

## Подсечки ввольной борьбе
Подсечки в вольной борьбе разрешены, однако как самостоятельный приём не нашли столь большого применения как в самбо или дзюдо, например потому, что при захвате не за одежду нелегко осуществить вывод из равновесия, необходимый для проведения подсечки. В вольной борьбе подсечки как правило комбинируются, например в виде перевода рывком за руку с подсечкой, прохода в ноги с захватом бедра и подсечкой

## Подсечки вгреко-римской борьбе
Как и любые приёмы, проводимые с помощью ног, подсечки запрещены в греко-римской борьбе.

## Подсечки в национальных видах борьбы
Подсечки применяются во всех видах национальной борьбы, где разрешены приёмы ногами.
Особенное распространение подсечки, как и многие другие действия ногами (обвивы, зацепы), получили в грузинской борьбе чидаоба. Так, на Олимпиаде 1976 года советский дзюдоист Рамаз Харшиладзе в одной из схваток применил оригинальную подсечку из чидаобы, что позволило ему одержать победу.
В якутской борьбе хапсагай подсечки в основном проводятся необычно — без захвата, реже в захвате и мгновенно после захвата.